# Guus Dam
Guus Dam (Zundert, 20 september 1951) is een Nederlands acteur.

## Carrière
Guus Dam startte zijn carrière in 1983. Hij speelde sinds de jaren negentig in televisieseries. Naast zijn acteercarrière regisseert hij ook kleinkunsttheater.

## Filmografie

### Film
- Ja zuster, nee zuster (2002) – agent
- Feestje! (2004) – Walter Bekooy
- Skin (2008) – Amos
- Alex in Amsterdam (korte film, 2009) – Rupert
- Het sprookje van Joris en de Draak (korte film van de Efteling, 2009) – de koning
- Taartman (televisiefilm, 2009) – Kris
- De Storm (2009) – Job
- Dik Trom (2010) – dikdoener
- Rabarber (televisiefilm, 2014) – opa
- Apenstreken (2015) – Oude Teun

### Televisie
- Merlina – Leraar (afl. "Chinese Goelasj", 1984)
- Dossier Verhulst – meester De KLerk (afl. "De beëdiging", 1986)
- Goede tijden, slechte tijden – Matthijs van Slooten (13 afl., 1990–1991) / Jos de Graaf (10 afl., 1993–1994)
- 12 steden, 13 ongelukken - Ger (afl. Blijde verwachting, 1992)
- In voor- en tegenspoed (1993) – De Breed
- De Legende van de Bokkerijders (miniserie, 1994) – Van Brakel
- Baantjer – Lex de Weerd (afl. "De Cock en de bittere moord", 1997)
- Het Zonnetje in Huis – parkeerwachter (afl. "Klemmende zaken", 1997)
- Zebra – vader Dick (afl. "Een vleermuis op de A9", 1998)
- Flodder – Guus Bouwman (afl. "Vriezen en dooien", 1998)
- Ben zo terug - Rambo (oude wijkagent) 1999-2000
- Luifel & Luifel (2001–2002) – Ebenezer Luifel
- Van Speijk – Mr. De Haan (afl. "Wacht u voor de grijsaard!", 2006)
- IC – Tedje (afl. "1 uur", 2006)
- Spoorloos verdwenen – Bruijne (afl. "De verdwenen Française", 2006)
- Onderweg naar morgen – Tjebbing (1 afl., 1995) / Leo van Egters (4 afl., 2007)
- Keyzer & De Boer Advocaten – officier van justitie Kromhout (afl. "Moniek K.", 2007)
- Antieke uitvindingen (documentaireserie, Nederlandse bewerking van Ancient Discoveries, Teleac/NOT, 2007) – voice-over
- Van jonge leu en oale groond – Bredero (6 afl., 2007)
- Flikken Maastricht – wijkagent Arnold Wijffels (2 afl., 2007/2010)
- We gaan nog niet naar huis – Guus (afl. "Bed & Breakfast", 2008)
- Wolfseinde (2008–2010) – Ad de Beer
- De co-assistent – Geert Veldman (afl. "Wie ben ik?", 2009)
- Tien torens diep (2010) – opa van Stef
- Het Huis Anubis en de Vijf van het Magische Zwaard – Merlijn (2 afl., 2010–2011)
- Moeder, ik wil bij de Revue (2012) – toneelmeester
- Dokter Tinus – pastoor Jakobs (3 afl., 2013/2015)
- Moordvrouw – autohandelaar (afl. "Kind van de rekening", 2014)
- Sinterklaasjournaal – Goudsmit Lex (7 afl., 2015)